# Ṛ
Ṛ ،ṛ یکی از حروف الفبای لاتین است، برساخته از یک R و نقطه‌ای در زیر آن. از این حرف در نویسه‌گردانی زبان‌های آفروآسیایی برای نشان‌دادن «ر» مؤکد استفاده می‌شود. همچنین، در نویسه‌گردانی زبان‌های هندوآریایی و زبان‌های ایرانی شرقی برای نشان‌دادن «ر» هجایی یا زنشِ برگشتی از آن بهره می‌برند.

## منبع
Wikipedia contributors, "Ṛ," Wikipedia, The Free Encyclopedia, http://en.wikipedia.org/w/index.php?title=%E1%B9%9A&oldid=544573546 (accessed June 24, 2014). 